# Голод (фильм, 2009)
«Голод» (англ. Hunger) — американский хоррор режиссёра Стивена Хентджеса, премьера которого состоялась 15 мая 2009 года на кинофестивале в Джексонвилле в США. 26 октября он был показан на кинофестивале в Остине, а 27 октября — на «Hollywood Film Festival». Релиз на DVD в США состоялся 10 сентября 2010 года, в России — 21 февраля 2012 года («West Video»). 
Съёмки проходили в США — в Хантсвилле и Манхэттене. Фильм получил сдержанные отзывы кинокритиков.

## Сюжет
Пять незнакомых друг другу людей просыпаются в мрачном колодце, не помня, как они туда попали. Найдя записку, они понимают, что стали жертвами страшного эксперимента по выживанию без еды. Им предстоит узнать, на что способен человек в подобных обстоятельствах.

## В ролях
- Лори Хёринг — Джордан
- Линден Эшби — Грант
- Джо Эгендер[англ.] — Люк
- Лиа Кол — Анна
- Джулиан Рохас[англ.] — Алекс
- Бьорн Джонсон — наблюдатель

В эпизодах: Бриттен Пэртэйн, Лаура Элбин, Джон Кули, Йен Хоппер, Кэти Ши, Кэйден Сойер, Ивонн Стэнсил, Кевин Шэйвер, Гейб Киттл, Симс Лоусон, Джон Кули, Дэвид Николсон.